# HeXen
Hexen: Beyond Heretic é um jogo eletrônico de fantasia sombria e tiro em primeira pessoa criado pela Raven Software, publicado pela id Software, e distribuído pela GT Interactive em 30 de outubro de 1995. É o sucessor do Heretic, e o segundo jogo da trilogia dos "Cavaleiros da Serpente", que culminou com Hexen II.[carece de fontes?] O título vem do substantivo alemão "Hexen", que significa "bruxos", e/ou do verbo "hexen", que significa "lançar um feitiço". O produtor do jogo John Romero afirmou que um terceiro jogo da série, não lançado, seria chamado "Hecatomb".

## Jogabilidade
Um recurso introduzido pela série foi a escolha de uma entre três classes. O jogador pode escolher um guerreiro, Baratus, um clérigo, Parias, ou um Mago, Daedolon. Cada personagem tem armas e características físicas únicas, adicionando um valor de "repetição" ao jogo.
Hexen introduziu níveis "hub" (estações), onde o jogador pode viajar para vários locais conectados à estação central. Isso é feito de uma maneira que possibilita a solução de grandes quebra-cabeças, que exigem a utilização de vários items ou alavancas em diferentes locais. O jogador precisa atravessar um hub para poder alcançar um chefe e avançar para o próximo hub.

## Desenvolvimento
Como Heretic, Hexen foi desenvolvido em NeXTSTEP. O jogo utilizou uma versão modificada do da engine motor Doom, o que permitiu conexão de até oito jogadores em rede.

### Código fonte
Em 11 de janeiro de 1999, o código fonte de Hexen foi liberado pela Raven Software sob licença de direitos não-comerciais. Posteriormente, em 4 de setembro de 2008, foi liberado sob a licença GNU. Isso permitiu que o jogo fosse portado para plataformas como Linux, AmigaOS, e OS/2 (EComStation).

## Recepção
Heretic e Hexen venderam um total combinado de quase 1 milhão de unidades até agosto de 1997.
Criticando a versão para PC, a Maximum comentou que a jogabilidade é constantemente intensa, devido à dificuldade dos inimigos, a variedade de armas, e ao tamanho e profundidade dos mapas. Eles avaliaram o jogo com 5 estrelas, além de seu prêmio "Maximum Game of the Month". Uma crítica da Next Generation avaliou que Hexen "pegou tudo que havia de bom em Heretic, e tornou ainda melhor". Assim como a Maximum, ele elogiou o design não-linear dos mapas, e afirmou que este era um título essencial para fãs de tiro em primeira pessoa. A Computer Games Magazine nomeou Hexen como o melhor título de "Ação em Primeira Pessoa" de 1995.
Todos os ports para console receberam críticas mais negativas. Uma crítica da Next Generation afirmou que "jogos no estilo Doom e versões convertidas para consoles não combinam bem", citando diferença de gráficos como um grande problema. Críticos da Electronic Gaming Monthly também afirmaram que o jogo não foi bem convertido. A maioria dos críticos concordaram que a versão do Saturn sofria de gráficos pixelados, sérias quedas de frame rate, e dificuldades com os controles. A versão do Nintendo64 recebeu fortes críticas quanto aos gráficos, que foram considerados inaceitavelmente pobres, particularmente o frame rate, e a utilização de anti-aliasing do console que acabou por piorar o visual do jogo. A versão do PlayStation recebeu ainda mais críticas negativas, novamente sobre os baixos frame rates, gráficos pixelados e péssimos controles.